# Santiago de Chocorvos (distrito)
Santiago de Chocorvos é um distrito do Peru, departamento de Huancavelica, localizada na província de Huaytará.

## Transporte
O distrito de San Isidro é servido pela seguinte rodovia:
- HV-118, que liga a cidade ao distrito de Ayaví
- HV-122, que liga a cidade de Pilpichaca ao distrito
- HV-119, que liga a cidade ao distrito de San Isidro[1][2][3]